# Diocesi di Dori
La diocesi di Dori (in latino Dioecesis Doriensis) è una sede della Chiesa cattolica in Burkina Faso suffraganea dell'arcidiocesi di Koupéla. Nel 2023 contava 17.850 battezzati su 1.274.700 abitanti. La sede è vacante.

## Territorio
La diocesi comprende le province burkinabé di Séno, Oudalan, Yagha e Soum, che compongono la regione del Sahel.
Sede vescovile è la città di Dori, dove si trova la cattedrale di Sant'Anna.
Il territorio è suddiviso in 6 parrocchie.

## Storia
La diocesi è stata eretta il 20 novembre 2004 con la bolla Cum ad aeternam di papa Giovanni Paolo II, ricavandone il territorio dalle diocesi di Fada N'Gourma e di Ouahigouya.

## Cronotassi dei vescovi
Si omettono i periodi di sede vacante non superiori ai 2 anni o non storicamente accertati.
- Joachim Ouédraogo (20 novembre 2004 - 4 novembre 2011 nominato vescovo di Koudougou)
- Laurent Birfuoré Dabiré (31 gennaio 2013 - 18 dicembre 2024 nominato arcivescovo di Bobo-Dioulasso)
  - Théophile Nare,[1] dal 2 febbraio 2025 (amministratore apostolico)

## Statistiche
La diocesi nel 2023 su una popolazione di 1.274.700 persone contava 17.850 battezzati, corrispondenti all'1,4% del totale.
| anno | popolazione | popolazione | popolazione | presbiteri | presbiteri | presbiteri | presbiteri                | diaconi | religiosi | religiosi | parrocchie |
| anno | battezzati  | totale      | %           | numero     | secolari   | regolari   | battezzati per presbitero | diaconi | uomini    | donne     | parrocchie |
| ---- | ----------- | ----------- | ----------- | ---------- | ---------- | ---------- | ------------------------- | ------- | --------- | --------- | ---------- |
| 2004 | 2.726       | 710.000     | 0,4         | 16         | 8          | 8          | 170                       |         | 8         | 32        | 5          |
| 2006 | 2.790       | 727.000     | 0,4         | 12         | 7          | 5          | 232                       |         | 6         | 11        | 5          |
| 2013 | 13.144      | 889.600     | 1,5         | 19         | 15         | 4          | 691                       |         | 4         | 18        | 5          |
| 2016 | 14.232      | 1.122.000   | 1,3         | 19         | 16         | 3          | 749                       |         | 3         | 20        | 6          |
| 2019 | 16.157      | 1.233.500   | 1,3         | 24         | 21         | 3          | 673                       |         | 3         | 23        | 6          |
| 2021 | 16.807      | 1.200.358   | 1,4         | 13         | 13         |            | 1.292                     |         |           | 13        | 6          |
| 2023 | 17.850      | 1.274.700   | 1,4         | 14         | 14         |            | 1.275                     |         |           | 13        | 6          |